# Nicolaus Mameranus

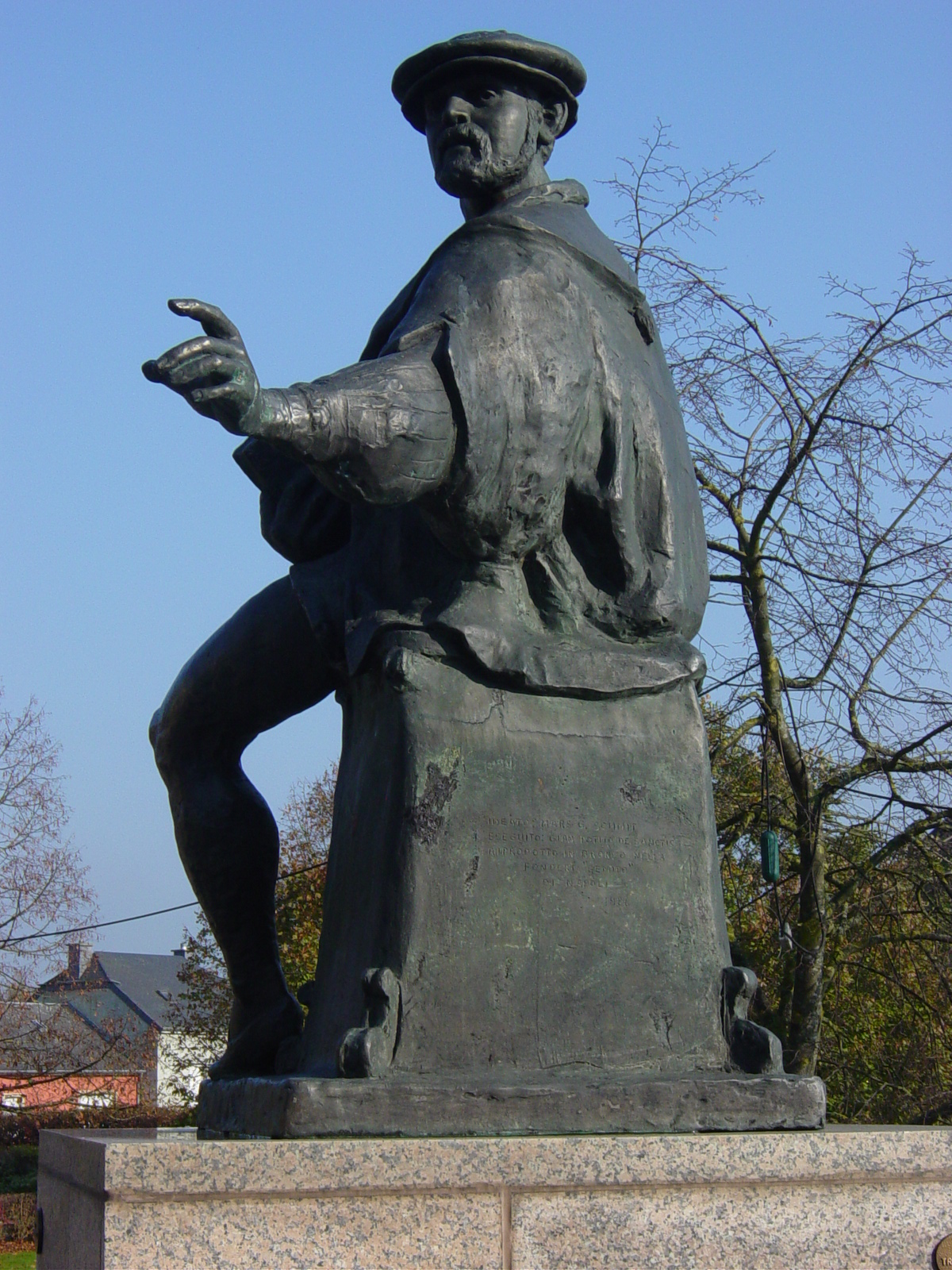
Escultura de Nicolaus Mameranus a Mamer

Nicolaus Mameranus (Mamer, 6 de desembre 1500 - Augsburg, 1567) va ser un soldat i historiador luxemburguès sota el mandat de Carles V del Sacre Imperi Romanogermànic, per al que va viatjar molt, enregistrant fidelment la composició dels tribunals i els costums dels països estrangers. Tots els seus escrits estan en llatí. Mameranus va néixer a Mamer, probablement amb el nom de Nik Wagener. Probablement va morir a Augsburg, Alemanya, el 1567.
Ell va aconseguir que Carles V es fes càrrec de les despeses per a la restauració de la seva Mamer nativa després que les tropes del duc Carles II d'Orleans la van saquejar el 1543.
El 1555, Carles V el va nomenar poeta llorejat i comte palatí en reconeixement de la seva contínua fidelitat.